# Mërgim Mavraj
Mërgim Mustafë Mavraj (Hanau, 1986. június 9. –) német születésű, albán válogatott labdarúgó.
Az albán válogatott tagjaként részt vett a 2016-os Európa-bajnokságon.

## Sikerei, díjai
Greuther Fürth
- Német másodosztályú bajnok (1): 2011–12